# Galleri Oslo
För bussterminalen, se Oslo bussterminal.

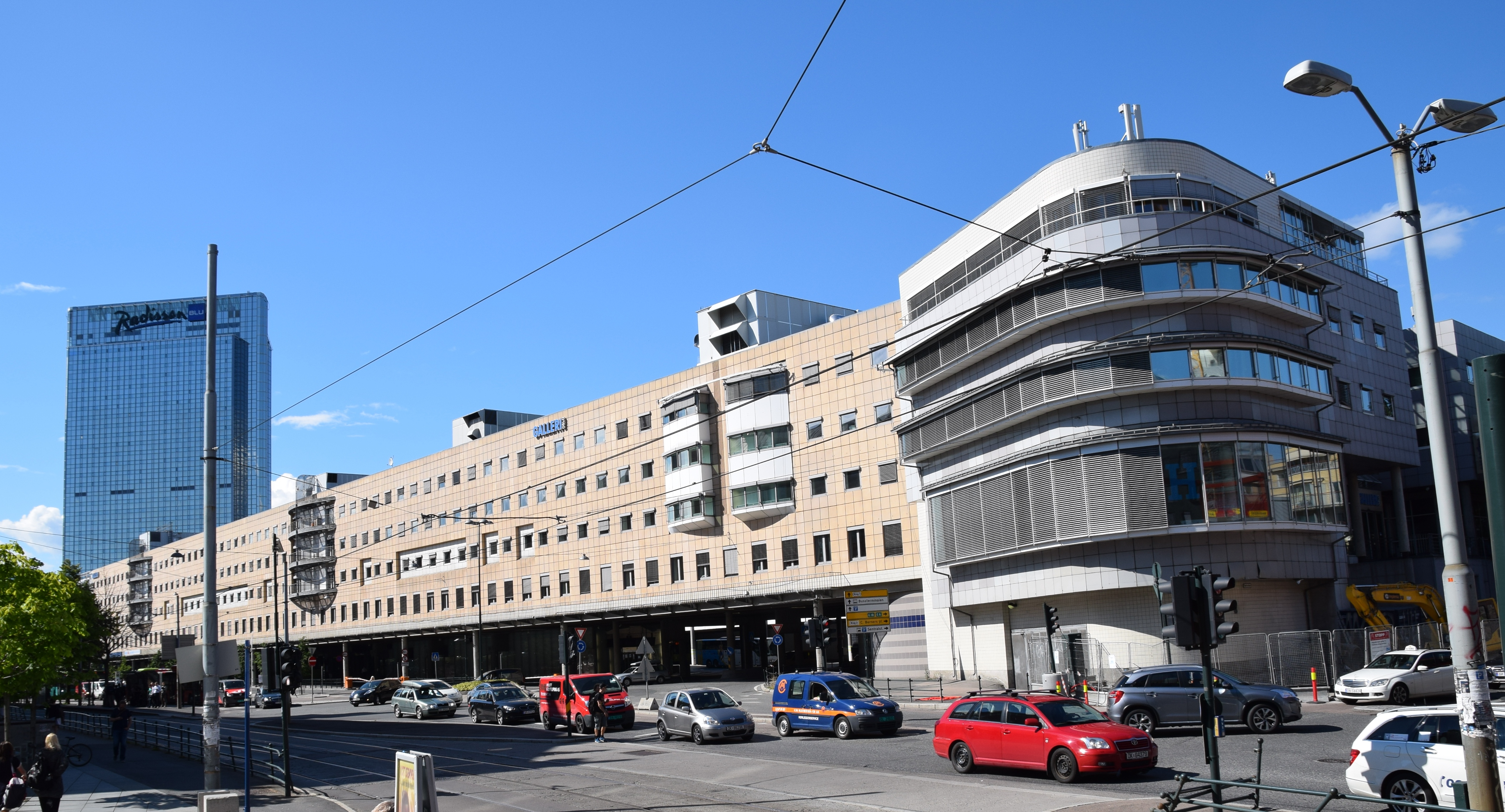
Galleri Oslo sett från Annette Thommesens plass. Till vänster Oslo Plaza.

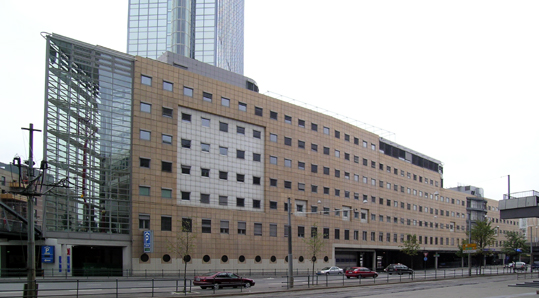
Galleri Oslo.

Galleri Oslo är en byggnad i den östligaste delen av Oslos centrum i Norge, på Schweigaards gate 4-14. Västra delen av byggnaden ligger i området Vaterland i stadsdelen Oslo Sentrum, medan de östliga delarna ligger i området Grønland i stadsdelen Gamle Oslo. Byggnaden uppfördes 1986-1989 och ritades av LPO arkitektur & design. Den innehåller Oslo bussterminal samt näringsverksamhet och kontorslokaler.